# Henry Bizot
Pour les articles homonymes, voir Bizot et Famille Bizot.
Henry Bizot, né le 27 août 1901 à Brié-Angonnes dans l'Isère et mort le 28 juin 1990 à Paris 16e, est un haut fonctionnaire et banquier français.
Inspecteur général des finances, il est président de plusieurs banques, surtout connu comme fondateur et premier président de la Banque nationale de Paris (BNP). Il est aussi vice-président de l'Association professionnelle des banques.

## Biographie

### Origine, famille
Issu d'une famille de financiers, Henry Bizot est le fils de Jacques Bizot, inspecteur général des finances et membre du conseil d'escompte de la Banque de France, et de Jeanne Morel-Journel. Il est le frère de Jean-Jacques Bizot, directeur général de la Comptabilité publique et sous-gouverneur de la Banque de France. Marié à Guillemette Law de Lauriston-Boubers (1904-1999), il est le père de Christian Bizot (en) (1928-2002), PDG des Champagne Bollinger et de la holding Société Jacques Bollinger (SJB), marié Marie-Hélène Balsan (née en 1937), fille de François Balsan et petite-fille d'Ernest-Georges Goüin. Il est oncle de Jean-François Bizot.

### Études
Henry Bizot fait ses études à Sainte-Croix de Neuilly où il obtient le baccalauréat en 1918, puis à la Faculté des lettres et à la Faculté de droit de Paris. Licencié en lettres et en droit, il est reçu en 1925 au concours de l'Inspection des finances.

### Haut fonctionnaire
Détaché de l'Inspection des finances, il dirige le cabinet du ministre des Finances en 1928, puis est attaché à la Direction du Budget jusqu'en 1930.

### Président du CNEP
Henry Bizot démissionne en 1930 de l'inspection des finances pour entrer, comme secrétaire général adjoint, au Comptoir national d'escompte de Paris (CNEP),. Il en est nommé secrétaire général en 1932 .
Pendant la Seconde Guerre mondiale, Henry Bizot, alors directeur des Titres, s'engage pleinement dans la Résistance,, et prend part à la création de Témoignage chrétien. Il reçoit la croix de guerre 1939-1945.
En 1959, il devient le directeur général du Comptoir national d'escompte de Paris, puis l'administrateur-directeur général en 1962, le vice-président-directeur général en 1963, et enfin le président en 1964.
Il est aussi administrateur de quatre autres banques en France et au Maroc, et d'autres sociétés.

### Fondation et présidence de la BNP
En 1966, le CNEP, qu'il préside, fusionne avec la Banque nationale pour le commerce et l'industrie (BNCI) pour donner naissance à la Banque nationale de Paris (BNP).
Henry Bizot est choisi pour présider le nouvel ensemble et est ainsi le premier président de la BNP, à partir de 1966. Il réussit à assurer la fusion des équipes, et la réussite du démarrage de la nouvelle grande banque,. Assisté par Pierre Ledoux, il édifie un groupe bancaire, à l'image des groupes s'édifiant en France à cette époque dans les autres domaines. Le groupe BNP s'affirme bien géré, rapide à agir, avec une bonne intégration des équipes et des services, une synergie accomplie, et l'affirmation d'une image de marque. Cette fusion réussie devient un cas d'école.
Atteint par la limite d'âge fin 1970, il quitte ses fonctions en 1971. Il en est ensuite président d'honneur,.

### Autres responsabilités
Henry Bizot est aussi vice-président de l'Association professionnelle des banques de 1967 à 1971, PDG de la French American Banking Corporation, président de la BNCI-Océan Indien, vice-président de l'Institut catholique de Paris, administrateur de divers autres organismes ou sociétés (Société Pricel, etc.). Il fut membre de la Commission de terminologie du ministère de l'Économie et des Finances.

### Vie politique
Maire d'Assé-le-Boisne, dans la Sarthe, où il possédait son château de Cerisay, il fut conseiller général du canton de Fresnay-sur-Sarthe de 1945 à 1976 (Républicains indépendants).

### Publications
Henry Bizot, Une belle aventure, s.l.n.d, 24 p. Récit de la carrière d'Henry Bizot, de 1930 à 1971.

## Distinctions
- Commandeur de la Légion d'honneur
- Grand officier de l'ordre national du Mérite (1970)[16]
- Croix de guerre 1939–1945